# آساهی برادکستینگ
آساهی برادکستینگ (انگلیسی: Asahi Broadcasting) شرکت رسانه‌ای ژاپنی است، که در سال ۱۹۵۱ تأسیس شد.